# Heikki
Heikki ist ein männlicher finnischer Vorname.

## Herkunft und Bedeutung
Heikki ist eine von mehreren finnischen Varianten des Namens Heinrich.

## Namenstag
Als Namenstag wird der 19. Januar gefeiert.

## Bekannte Namensträger
- Heikki Aaltoila (1905–1992), finnischer Komponist, Arrangeur, Dirigent, und Musikkritiker.
- Heikki A. Alikoski (1912–1997), finnischer Astronom
- Heikki Hasu (1926–2025), finnischer Kombinierer
- Heikki Hirvonen (1895–1973), finnischer Skisportler
- Heikki Hietamies (* 1933), finnischer Schriftsteller, Journalist, Moderator und Komiker
- Heikki Holmås (* 1972), norwegischer Politiker
- Heikki Ikola (* 1947), finnischer Biathlet
- Heikki Kallio (* 1980), finnischer Schachgroßmeister
- Heikki Kinnunen (* 1946), finnischer Schauspieler
- Heikki Kovalainen (* 1981), finnischer Rennfahrer
- Heikki Liimatainen (1894–1980), finnischer Leichtathlet
- Heikki Mikkola (* 1945), finnischer Rennfahrer
- Heikki Riihiranta (* 1948), finnischer Eishockeyspieler und -funktionär
- Heikki Savolainen (1907–1997), finnischer Turner
- Heikki Suhonen (* 1951), finnischer Fußballspieler
- Heikki Solin (* 1938), finnischer Klassischer Philologe und Epigraphiker
- Heikki Westerinen (* 1944), finnischer Schachspieler
- Heikki Sorsa (* 1982), finnischer Profi-Snowboarder